# Uli Waas
Uli Waas (Donauwörth, 1949) escritora e ilustradora alemana, ha ilustrado varios libros escolares e infantiles.

## Biografío
Estudió diseño gráfico y bellas artes en la Academia de Bellas Artes de Múnich.

## Libros infantiles y juveniles
- Bärenjahr. Basteln, kochen, spielen - Ideen für 12 Monate. Carlsen Verlag, Reinbek 1988
- Bratapfel und Laterne. Ausgesuchte Lieder, Rätsel, Gedichte. Carlsen Verlag, Hamburg 1989
- Fröhlicher Advent. Ausgesuchte Lieder, Rätsel, Gedichte. Carlsen Verlag, Hamburg 1989
- Mia Maus feiert Geburtstag. Carlsen Verlag, Hamburg 1990
- Mia Maus Hat Ferien. Carlsen Verlag, Hamburg 1990
- Mia Maus im Kindergarten. Carlsen Verlag, Hamburg 1990
- Mia Maus ist krank. Carlsen Verlag, Hamburg 1990
- Winter-Allerlei. Lieder, Rätsel, Gedichte. Carlsen Verlag, Hamburg 1991
- Molly ist weg. Eine wahre Hundegeschichte. Reihe: Ich lese selber. Nord-Süd Verlag, Gossau Zürich 1993
- Ich schmücke meinen Weihnachtsbaum. Mit Spielelementen zum Herausnehmen. Ed. Bücherbär, Würzburg 2003
- Komm mit nach Bethlehem. Adventskalender. Coppenrath Verlag, Münster 2002
- Bescherung im Wald. Coppenrath Verlag, Münster 2003
- Die Tiere schmücken den Weihnachtsbaum. Coppenrath Verlag, Münster 2004
- Julia ruft 112. Eine Feriengeschichte. Kinderbrücke, Weiler i.A. 2004
- 1-1-2, Hilfe kommt herbei. Hilfe holen mit der Notrufnummer. Ed. Bücherbär, Würzburg 2005
- Bescherung mit Engelschlitten. Coppenrath Verlag, Münster 2007